# (987) Валлия
(987) Валлия (лат. Wallia) — астероид главного пояса, который был открыт 23 октября 1922 года немецким астрономом Карлом Рейнмутом в обсерватории Хайдельберг в Германии и назван в честь одного из католических святых.
На движение этого астероида оказывает гравитационное влияние более крупный астероид (29) Амфитрита.